# Чемпіонат світу з боротьби 2014
Чемпіонат світу з боротьби 2014 проходив з 8 по 14 вересня 2014 року в Ташкенті (Узбекистан).
На чемпіонаті проводилися змагання з вільної та греко-римської боротьби серед чоловіків і вільної боротьби серед жінок. Було розіграно двадцять чотири комплекти нагород — по вісім у вільній, греко-римській та жіночій боротьбі. Бронзові нагороди вручалися двом спортсменам, що виграли втішні сутички.

## Загальний медальний залік
| Місце  | Країна         | Золото | Срібло | Бронза | Загалом |
| ------ | -------------- | ------ | ------ | ------ | ------- |
| 1      | Росія          | 6      | 4      | 5      | 15      |
| 2      | Японія         | 4      | 2      | 0      | 6       |
| 3      | Вірменія       | 2      | 0      | 0      | 2       |
| 4      | Іран           | 1      | 4      | 4      | 9       |
| 5      | Туреччина      | 1      | 3      | 5      | 9       |
| 6      | Азербайджан    | 1      | 3      | 3      | 7       |
| 7      | США            | 1      | 1      | 4      | 6       |
| 8      | Куба           | 1      | 1      | 2      | 4       |
| 9      | Німеччина      | 1      | 1      | 0      | 2       |
| 10     | Монголія       | 1      | 0      | 3      | 4       |
| 10     | Україна        | 1      | 0      | 3      | 4       |
| 12     | Угорщина       | 1      | 0      | 2      | 3       |
| 12     | Північна Корея | 1      | 0      | 2      | 3       |
| 14     | Франція        | 1      | 0      | 0      | 1       |
| 14     | Сербія         | 1      | 0      | 0      | 1       |
| 16     | Швеція         | 0      | 1      | 1      | 2       |
| 17     | Бразилія       | 0      | 1      | 0      | 1       |
| 17     | Хорватія       | 0      | 1      | 0      | 1       |
| 17     | Грузія         | 0      | 1      | 0      | 1       |
| 17     | Польща         | 0      | 1      | 0      | 1       |
| 21     | Білорусь       | 0      | 0      | 3      | 3       |
| 22     | Латвія         | 0      | 0      | 2      | 2       |
| 22     | Узбекистан     | 0      | 0      | 2      | 2       |
| 24     | Болгарія       | 0      | 0      | 1      | 1       |
| 24     | Канада         | 0      | 0      | 1      | 1       |
| 24     | КНР            | 0      | 0      | 1      | 1       |
| 24     | Естонія        | 0      | 0      | 1      | 1       |
| 24     | Литва          | 0      | 0      | 1      | 1       |
| 24     | Молдова        | 0      | 0      | 1      | 1       |
| 24     | Норвегія       | 0      | 0      | 1      | 1       |
| Всього | Всього         | 24     | 24     | 48     | 96      |

## Командний залік
| Rank | Чоловіки, вільний стиль | Чоловіки, вільний стиль | Чоловіки, греко-римська | Чоловіки, греко-римська | Жінки, вільний стиль | Жінки, вільний стиль |
| Rank | Країна                  | Очки                    | Країна                  | Очки                    | Країна               | Очки                 |
| ---- | ----------------------- | ----------------------- | ----------------------- | ----------------------- | -------------------- | -------------------- |
| 1    | Росія                   | 62                      | Іран                    | 42                      | Японія               | 55                   |
| 2    | Іран                    | 45                      | Росія                   | 36                      | Росія                | 48                   |
| 3    | Туреччина               | 41                      | Туреччина               | 34                      | США                  | 41                   |
| 4    | Азербайджан             | 36                      | Азербайджан             | 32                      | Україна              | 29                   |
| 5    | Куба                    | 31                      | Німеччина               | 30                      | Швеція               | 27                   |
| 6    | Монголія                | 29                      | Вірменія                | 28                      | Монголія             | 24                   |
| 7    | Білорусь                | 28                      | Угорщина                | 28                      | Польща               | 22                   |
| 8    | Грузія                  | 23                      | Швеція                  | 18                      | Азербайджан          | 18                   |
| 9    | Україна                 | 20                      | Куба                    | 16                      | Латвія               | 16                   |
| 10   | США                     | 20                      | Білорусь                | 16                      | Північна Корея       | 16                   |

## Медалісти

### Чоловіки, вільний стиль
| Event     | Золото              | Срібло                | Бронза                      |
| --------- | ------------------- | --------------------- | --------------------------- |
| До 57 кг  | Ян Кьон Іл          | Владімер Хінчегашвілі | Хассан Рахімі               |
| До 57 кг  | Ян Кьон Іл          | Владімер Хінчегашвілі | Владислав Андреєв           |
| До 61 кг  | Гаджі Алієв         | Масуд Есмаейльпур     | Йовліс Бонне Родрігес       |
| До 61 кг  | Гаджі Алієв         | Масуд Есмаейльпур     | Енхсайхани Ням-Очир         |
| До 65 кг  | Сослан Рамонов      | Ахмад Могаммаді       | Міхай Сава                  |
| До 65 кг  | Сослан Рамонов      | Ахмад Могаммаді       | Ганзорігіїн Мандахнаран     |
| До 70 кг  | Хетаг Цаболов       | Якуп Гьор             | Бекзод Абдурахмонов         |
| До 70 кг  | Хетаг Цаболов       | Якуп Гьор             | Алі Шабанов                 |
| До 74 кг  | Денис Царгуш        | Такатані Сосуке       | Джордан Берроуз             |
| До 74 кг  | Денис Царгуш        | Такатані Сосуке       | Ліван Лопес                 |
| До 86 кг  | Абдулрашид Садулаєв | Рейнеріс Салас        | Селім Яшар                  |
| До 86 кг  | Абдулрашид Садулаєв | Рейнеріс Салас        | Мохаммад Хусейн Мохаммадьян |
| До 97 кг  | Абдусалам Гадісов   | Хетаг Газюмов         | Валерій Андрійцев           |
| До 97 кг  | Абдусалам Гадісов   | Хетаг Газюмов         | Хав'єр Кортіна*             |
| До 125 кг | Таха Акгюль         | Комейл Гасемі         | Хаджимурат Гацалов          |
| До 125 кг | Таха Акгюль         | Комейл Гасемі         | Тервел Длагнєв              |

* Одне з третіх місць на цьому турнірі у вазі до 97 кг здобув Шаміль Ердоган з Туреччини, але він був дискваліфікований на 2 роки за вживання допінга, а бронзова медаль перейшла кубинцю Хав'єру Кортіні.

### Чоловіки, греко-римська
| Вагова категорія | Золото            | Срібло          | Бронза              |
| ---------------- | ----------------- | --------------- | ------------------- |
| До 59 кг         | Гамід Сурян       | Мінгіян Семенов | Стіг Андре Берге    |
| До 59 кг         | Гамід Сурян       | Мінгіян Семенов | Ельмурат Тасмурадов |
| До 66 кг         | Давор Штефанек    | Омід Норузі     | Тамаш Лерінц        |
| До 66 кг         | Давор Штефанек    | Омід Норузі     | Едгарас Венцкайтіс  |
| До 71 кг         | Чингіз Лабазанов  | Юнус Озель      | Афшин Біабангард    |
| До 71 кг         | Чингіз Лабазанов  | Юнус Озель      | Расул Чунаєв        |
| До 75 кг         | Арсен Джулфалакян | Невен Жугай     | Енді Байсек         |
| До 75 кг         | Арсен Джулфалакян | Невен Жугай     | Ельвін Мурсалієв    |
| До 80 кг         | Петер Бачі        | Євген Салєєв    | Сельджук Чебі       |
| До 80 кг         | Петер Бачі        | Євген Салєєв    | Джим Петтерссон     |
| До 85 кг         | Мелонін Ноумонві  | Саман Тахмасебі | Жан Беленюк         |
| До 85 кг         | Мелонін Ноумонві  | Саман Тахмасебі | Віктор Лерінц       |
| До 98 кг         | Артур Алексанян   | Олівер Хасслер  | Гасем Резаеї        |
| До 98 кг         | Артур Алексанян   | Олівер Хасслер  | Дженк Ільдем        |
| До 130 кг        | Міхайн Лопес      | Риза Каяалп     | Гейкі Набі          |
| До 130 кг        | Міхайн Лопес      | Риза Каяалп     | Білял Махов         |

### Жінки, вільний стиль
| Event    | Золото              | Срібло           | Бронза               |
| -------- | ------------------- | ---------------- | -------------------- |
| До 48 кг | Тосака Ері          | Івона Матковська | Марія Стадник        |
| До 48 кг | Тосака Ері          | Івона Матковська | Кім Хьон Гьон        |
| До 53 кг | Йосіда Саорі        | Софія Маттссон   | Чон Мьон Сук         |
| До 53 кг | Йосіда Саорі        | Софія Маттссон   | Джилліан Галлейс     |
| До 55 кг | Тіхо Хамада         | Ірина Ологонова  | Гелен Мароуліс       |
| До 55 кг | Тіхо Хамада         | Ірина Ологонова  | Ірина Харів          |
| До 58 кг | Ітьо Каорі          | Валерія Коблова  | Еліф Жалі Ешильирмак |
| До 58 кг | Ітьо Каорі          | Валерія Коблова  | Анастасія Гучок      |
| До 60 кг | Сухегійн Церенчимед | Юлія Раткевич    | Наталія Гольц        |
| До 60 кг | Сухегійн Церенчимед | Юлія Раткевич    | Тайбе Юсейн          |
| До 63 кг | Юлія Ткач           | Олена Пирожкова  | Валерія Лазинська    |
| До 63 кг | Юлія Ткач           | Олена Пирожкова  | Анастасія Григор'єва |
| До 69 кг | Аліне Фоккен        | Сара Досьо       | Лаура Скуїня         |
| До 69 кг | Аліне Фоккен        | Сара Досьо       | Наталія Воробйова    |
| До 75 кг | Аделіна Грей        | Аліне Феррейра   | Чжоу Цянь            |
| До 75 кг | Аделіна Грей        | Аліне Феррейра   | Очирбатин Бурмаа     |

## Країни-учасники
В чемпіонаті взяли участь 692 спортсмени з 81 країни.
| - Албанія (2) - Американське Самоа (2) - Аргентина (3) - Вірменія (14) - Австрія (8) - Азербайджан (22) - Білорусь (23) - Бразилія (5) - Болгарія (18) - Камерун (1) - Канада (14) - Чилі (1) - КНР (23) - Колумбія (5) - Хорватія (5) - Куба (7) - Чехія (7) - Данія (2) - Еквадор (5) - Єгипет (8) - Сальвадор (1) - Естонія (3) - Фінляндія (6) - Франція (9) - Грузія (16) - Німеччина (18) - Велика Британія (1) | - Греція (10) - Гуам (1) - Гватемала (1) - Гвінея-Бісау (3) - Угорщина (16) - Індія (24) - Індонезія (3) - Іран (16) - Ірландія (1) - Ізраїль (4) - Італія (8) - Кот-д'Івуар (1) - Японія (24) - Казахстан (24) - Киргизстан (12) - Латвія (7) - Литва (5) - Північна Македонія (3) - Мадагаскар (1) - Маврикій (1) - Мексика (13) - Молдова (14) - Монако (1) - Монголія (16) - Марокко (1) - Намібія (1) - Нідерланди (1) | - Нікарагуа (1) - Північна Корея (5) - Норвегія (4) - Палау (1) - Польща (17) - Португалія (2) - Пуерто-Рико (3) - Катар (1) - Румунія (13) - Росія (24) - Сенегал (3) - Сербія (6) - Словаччина (7) - Словенія (1) - ПАР (1) - Південна Корея (19) - Іспанія (8) - Швеція (12) - Швейцарія (3) - Таджикистан (7) - Туніс (2) - Туреччина (21) - Туркменістан (9) - Україна (24) - США (24) - Узбекистан (24) - Венесуела (9) |